# Mouriri doriana
Mouriri doriana är en tvåhjärtbladig växtart som beskrevs av José de Saldanha da Gama och Célestin Alfred Cogniaux. Mouriri doriana ingår i släktet Mouriri och familjen Melastomataceae. Inga underarter finns listade i Catalogue of Life.